# Miłoradz (przystanek kolejowy)
Miłoradz – dawny kolejowy przystanek osobowy na wąskotorowej linii kolejowej Kraśniewo – Miłoradz w Miłoradzu, w województwie pomorskim, w Polsce.